# Kladruby (district de Teplice)
Pour les articles homonymes, voir Kladruby.
Kladruby (en allemand : Kradrob) est une commune du district de Teplice, dans la région d'Ústí nad Labem, en Tchéquie. Sa population s'élevait à 417 habitants en 2021.

## Géographie
Kladruby se trouve à 4 km au sud du centre de Teplice, à 17 km à l'ouest-sud-ouest d'Ústí nad Labem et à 75 km au nord-ouest de Prague.
La commune est limitée par Teplice au nord, par Bystřany et Bžany à l'est, par Ohníč au sud et par Zabrušany à l'ouest.

## Histoire
La première mention écrite du village remonte à 1370.

## Transports
Par la route, Kladruby se trouve à 4 km de Teplice, à 22 km d'Ústí nad Labem et à 92 km de Prague.